# Burdur
Burdur é uma cidade e distrito (em turco: ilçe) do sul da Turquia. É a capital da província homónima e faz parte da Região do Mediterrâneo. O distrito tem 1 451 km² de área e em 2012 a sua população era de 96 816 habitantes (densidade: 66,7 hab./km²), dos quais 72 377 moravam na cidade.
No passado conhecida como Buldur, na Antiguidade e período bizantino pode ter sido Polidório (em grego: Πολυδώριον; romaniz.: Polydorion) ou Limobrama (Λιμόβραμα) ou ambas, pois segundo alguns Limobrama foi o nome mais antigo de Polidório. O nome grego moderno é Mpourntour (Μπουρντούρ).[carece de fontes?]